# Макдональд, Брайан
Брайан Рональд Макдональд (англ. Brian Ronald Macdonald; 14 мая 1928, Монреаль — 29 ноября 2014, Стратфорд, Онтарио) — канадский танцовщик, хореограф, театральный режиссёр и музыкальный педагог. Один из наиболее успешных хореографов и режиссёров в истории Канады, компаньон ордена Канады, лауреат премии Молсона и Премии генерал-губернатора, номинант «Тони».

## Биография
Брайан Макдональд начал своё актёрскую карьеру в детстве в постановках монреальского радио. Также в детстве он обучался фортепианной игре, мечтая стать пианистом, в то время как родители прочили его в юристы. По воспоминаниям самого Макдональда, всё изменилось в 1944 году, когда он с матерью посетил в монреальском театре Сен-Дени постановку «Петрушки» Стравинского. После этого Брайан «заболел» балетом и в 1945 году уже стал учеником ведущих монреальских преподавателей танца — Элизабет Лиз и Жеральда Кревье. Одновременно, с 1943 по 1947 год, он учился в Университете Макгилла, получив там первую академическую степень по английскому языку и литературе. В студенческие годы Макдональд участвовал в университетских ревю как танцовщик и хореограф.
С 1947 по 1949 год Макдональд работал музыкальным критиком в газете Montreal Herald. В летние месяцы он посещал танцевальную школу Силии Франки в Торонто и стал членом первого состава Национального балета Канады, но уже в 1953 году тяжёлая травма левой руки (после которой он до конца жизни не мог двигать тремя пальцами) заставила его завершить танцевальную карьеру. Переключившись на постановку балетов, Макдональд начал работать хореографом на CBC-TV. В 1956 году он стал основателем недолговечной балетной труппы Монреальского театра, целью которой была постановка балетов канадских авторов, а на следующий год поставил в Университете Макгилла ставшее затем классическим сатирическое ревю My Fur Lady («Моя мохнатая леди»). В этой постановке участвовала первая жена Брайана — балерина Оливия Уайетт, спустя два года погибшая в автомобильной аварии.
С 1958 года началось многолетнее сотрудничество Макдональда с Королевским балетом Виннипега. С этой труппой он в частности поставил первый канадский многоактный балет «Роз Латюлип» на музыку Гарри Фридмана в 1966 году. В 1964—1967 годах Макдональд, создавший себе к этому времени международную репутацию, был художественным директором Королевского балета Швеции, где познакомился со своей будущей второй женой — балериной Аннетт ав Пауль. После Швеции он занимал должность художественного директора в балетных труппах Нью-Йорка (Балет Харкнесс) и Израиля (танцевальная труппа «Бат-Шева»). С 1974 по 1977 год Макдональд был художественным директором, а с 1980 по 1990 год — основным хореографом монреальского Les Grands Ballets Canadiens. Последней крупной работой Макдональда как хореографа стал «Реквием 11 сентября» на музыку Джузеппе Верди, премьера которого прошла в Национальном центре искусств в Оттаве в 2002 году.
В 80-е годы Макдональд приобрёл известность как театральный режиссёр. Уже в 1972 году он поставил свою первую оперу, «Так поступают все», в Национальном центре искусств, а его следующая постановка с той же труппой, «Золушка» Массне, получила международное признание и с успехом прошла в Сан-Франциско, Вашингтоне, Нью-Йорке и Париже. Успешной на международном уровне стала и работа Макдональда с Канадской оперой, где он поставил в 1990 году «Мадам Баттерфляй». Он также ставил спектакли в Милане, Сиднее и Лондоне. Как заместитель директора Стратфордского Шекспировского фестивал Макдональд за 16 лет поставил там 19 оперетт и мюзиклов, включая комическую оперу «Микадо» Артура Салливана, прошедшую позже в Лондоне и Нью-Йорке и принесшую ему в 1987 году две номинации на премию «Тони». «Микадо» и более поздняя постановка мюзикла Джима Уайза «Дамы в море» также были отмечены канадской театральной премией «Дора». Во второй половине 1990-х годов Макдональд, занимавший должность художественного консультанта Национального центра искусств, снова ставил там «Микадо», а также оперу Бриттена «Блудный сын». К этому же периоду относятся два балетных телеспектакля на музыку 1-го и 5-го струнных квартетов Мюррея Шафера. Макдональд продолжал работать как режиссёр почти до самой смерти, в октябре 2014 года обновив с Канадской оперой постановку «Мадам Баттерфляй».
С 1982 по 2001 годы Макдональд также был директором летней танцевальной программы в Банффском центре дополнительного образования. Благодаря ему на основе этой программы стали осуществляться балетные постановки, ежегодно представляемые на Банффских фестивалях. Более экзотические эпизоды его творческой карьеры включают постановку музыкальных шоу в перерывах матчей Кубка Грея — центрального соревнования в мире канадского футбола — и финала «саммита трилистника» 1985 года с участием Рональда Рейгана и Брайана Малруни, в котором оба лидера и их жёны хором исполнили песню When Irish Eyes Are Smiling.
Брайан Макдональд, перенёсший за жизнь несколько тяжёлых травм, включая переломы руки и ноги, умер в ноябре 2014 года от злокачественной опухоли кости.

## Творческая позиция и авторский стиль
На протяжении всей творческой карьеры Брайан Макдональд оставался убеждённым сторонником развития канадского искусства, целенаправленно сотрудничая в рамках своих проектов с канадскими авторами. Помимо «Роз Латюлип» с Квебекским балетом среди его наиболее известных работ в этом отношении — «фирменный» балет Les Grands Ballets Canadiens «Там-ти-Делам» на музыку песен квебекского поэта и композитора Жиля Виньо.
На международном уровне Макдональд зарекомендовал себя как постановщик-новатор, обладавший умением «наполнять жизнью статичные сцены». Примером переосмысления содержания произведений Макдональдом-режиссёром может служить его постановка «Петрушки» на сцене Гётеборгской оперы, где он перенёс действие в современную Россию, а героев-кукольника и кукол сделал солдатами, возвращающимися с чеченской войны. Его творчество как хореографа включало широкий спектр танцевальных жанров, включая джаз и контемпорари. Это спектр был полностью использован в 1963 году в одном из его наиболее эклектичных спектаклей — «Время сошло с ума» на музыку Пола Крестона, который критик New York Times Аллен Хьюз назвал «образцово-показательным зрелищем». Другой балетный критик, Майкл Крабб, отмечал, что Макдональд не видит принципиальной разницы и не считает нужным придерживаться разграничений между «высоким искусством» и развлечением публики; его творчество было всегда обращено не к «ценителям», а к максимально широкому кругу зрителей. Многие из постановок Макдональда были крайне сложны в исполнении, но он с присущим ему перфекционизмом всегда добивался от исполнителей идеального соответствия своему замыслу.

## Награды и звания
- Офицер ордена Канады (1967); произведён в компаньоны ордена Канады в 2002 году[6]
- Премия Молсона (1983)
- Номинация на премию «Тони» (1987)[4]
- Премия Уолтера Карсена (2001)[2]
- Премия генерал-губернатора за вклад в театральное искусство (2008)[4]
- Медаль Бриллиантового юбилея королевы Елизаветы II (2012)[4]